# La Porte-du-Der
La Porte-du-Der es una comuna nueva francesa situada en el departamento de Alto Marne, de la región de Gran Este.

## Historia
Fue creada el 1 de enero de 2016, en aplicación de una resolución del prefecto de Alto Marne de 29 de diciembre de 2015 con la unión de las comunas de Montier-en-Der y Robert-Magny, pasando a estar el ayuntamiento en la antigua comuna de Montier-en-Der.

## Demografía
| Gráfica de evolución demográfica de La Porte-du-Der entre 1800 y 2013 |
|                                                                       |

Los datos entre 1800 y 2013 son el resultado de sumar los parciales de las dos comunas que forman la nueva comuna de La Porte-du-Der, cuyos datos se han cogido de 1800 a 1999, para las comunas de Montier-en-Der y Robert-Magny de la página francesa EHESS/Cassini. Los demás datos se han cogido de la página del INSEE.

## Composición
| Comuna delegada | Código INSEE | Población (2013) | Superficie (km²) | Densidad (hab./km²) |
| --------------- | ------------ | ---------------- | ---------------- | ------------------- |
| Montier-en-Der  | 52331        | 2072             | 27.79            | 75                  |
| Robert-Magny    | 52427        | 286              | 19.44            | 15                  |